# Співограй (фестиваль)
«Співограй» — міжнародний фестиваль естрадної пісні та театрального мистецтва для дітей та юнацтва, започаткований у 1996 році у місті Кривий Ріг. Понад 5000 учасників взяло участь у фестивалі за час його існування. Проходить під гаслом «Співаючи грай, граючи співай». Директорка фестивалю — Станіслава Котелянська.

## Історія
Перший фестиваль естрадної пісні для дітей та юнацтва «Співограй» пройшов у місті Кривий Ріг (Дніпропетровська область) у листопаді 1996 року. Ініціатором створення дитячого фестивалю «Співограй» стала Станіслава Котелянська. Допомога в становленні фестивалю директор Міжрегіонального центру перепідготовки кадрів, кандидат педагогічних наук Володимир Балакін. З моменту заснування стає щорічним. Вже наступного, 1997-го року, збирає учасників з усієї України, з 1998-го — фестиваль стає міжнародним. 2001-го року засновано Дитячу громадську організацію «Співограй».
«Співограй — 2004» відбувався в історичний період для України — за чотири дня до запланованого відкриття, в Києві розпочалася  Помаранчева революція. Фестиваль відбувся попри те, що частина учасників та членів журі відклали свої поїздки. В рамках фестивалю відбувся творчий вечір колективу «Глорія» (кер. Олександра Журавель), пройшла презентація дитячої вистави «Кицьки, мишки плюс собаки» (реж. Тетяна Вітковська), було реалізовано виступи переможців минулих років: Віталій Єфіменко (м. Бобруйськ), Віталій Голубєв (м. Феодосія), Євгенія Дубова (м. Харків).
З 2006-го фестиваль змінює місце та формат — стає Міжнародним фестивалем-конкурсом мистецтв (з'являються хореографічний, театральний, інструментальний жанри) та проводиться у місті Феодосія (Крим). Фестиваль із порядковим номером 13 у 2008 році проходить на узбережжі Чорного моря із акцентом на святкування «Halloween», конкурсами малюнку на асфальті «Чотири чорненьких замурзаних чортенят» та костюмами ведучого із ріжками. Фестивалі з 2014 по 2021 роки проводилися у місті Харків. З XVIII-го фестивалю у конкурсі представлено інструментальну номінацію та номінацію хорових колективів.
Славень фестивалю «Зустрічайте „Співограя“» написали поет-пісняр Віталій Безносенко та композиторка Олена Суботіна. В рамках фестивалю проходить конкурс музичної реклами, в якому учасники співають величальну спонсорам та партнерам.
За роки існування фестивалю, вийшли п'ять магнітоальбомів кращих пісень фестивалю, видано книжки поезій Віталія Безносенка та Сергія Лазо. Проведені творчі вечори народного артиста України Степана Гіги, заслуженого артиста України Михайла Попелюка, Сергія Лазо, Світлани Бояркевич, Віталія Безносенко, Тетяни Кан, Тимура Усманова, колективу «Глорія» (п/к Олександри Журавель) тощо .

## Хронологія
Перші десять фестиваліей проходили у м. Кривий Ріг
| Фестиваль / Дати проведення | Місце проведення | Лавреати | Журі | Примітка |
| --------------------------- | --- | --- | --- | --- |
| I 1996 21 — 24 листопада    | Кривий Ріг ПК «Комуніст» — Завод гірничого машинобудівництва)                                                                              | Настя Петрик (5-8 років), м. Кривий Ріг Маша Малишева (8-12 років), м. Кривий Ріг Марина Петрахіна (12-15 років), м. Кривий Ріг | Віталій Вітовський Валерій Литвин Олександра Мовчан Людмила Березкіна Віктор Стрємовський (весь склад журі — м. Кривий Ріг) | Представленість учасників складається з мешканців міста Кривий Ріг                                                                                              |
| II 1997 28 — 30 листопада   | Кривий Ріг ПК «Комуніст» Криворізький театр драми та музичної комедії імені Т. Г. Шевченка                                                 | Катерина Федорчук (5-8 років), м. Біла Церква Ганна Антонюк (8-12 років), м. Житомир Оля Краснопольська (12-15 років), м. Житомир | В'ячеслав Пікульський (м. Київ) Лілія Остапенко (м. Кривий Ріг) Христина Руденко (м. Київ) Вадим Колосок (м. Київ) Тетяна Прокопенко (м. Київ) Віктор Павлік (м. Київ) | Географія учасників розширилася до всієї України |
| III 1998 27 — 29 листопада  | Кривий Ріг ПК «Металург» | Таня Заєць (5-8 років), м. Кривий Ріг Олександра Фролова (9-12 років), м. Симфірополь Ганна Степанова (13-16 років), м. Одеса Інна Шустваль (17-20 років), м. Скадовськ | Ростислав Бабич (м. Київ) Вадим Колосок (м. Київ) Степан Гіга Віталій Іваницький (м. Луцьк) Річард Мельник (м. Київ) Олександр Степанов (м. Одеса) Олександр Бригинець (м. Київ) Віктор Павлік (м. Київ) Лілія Остапенко (м. Кривий Ріг) Людмила Орлова (м. Москва) Кіра Чен (м. Москва) | |
| IV 1999 17 — 20 грудня      | Кривий Ріг ПК ЦГЗК | Олександра Чертовських (5-9 років), м. Керч Каріна Рубан (10-13 років), м. Кривий Ріг Михайло Хома (14-16 років), м. Новояворівськ Ольга Чорна (17-22 років), м. Кривий Ріг                                                                                                 | Ростислав Бабич (м. Київ) Степан Галябарда (м. Київ) Вадим Колосок (м. Київ) Халіда Сиротюк Степан Гіга (м. Ужгород) Ірина Кітаєва (м. Дніпропетровськ) | Концерт «Дорослі — дітям» за участі колективу «Аліса» п/к Тетяни Піскарьової. Фестиваль отримав статус обласного                                                |
| V 2000 25 — 27 жовтня       | Кривий Ріг ПК «Комуніст» Криворізький театр драми та музичної комедії імені Т. Г. Шевченка ПК «Радуга» ПК ЦГЗК ПК ім. Артема ПК «Металург» | Ірина Шевчук (5-9 років), м. Тернопіль Тетяна Кан (10-13 років), м. Кривий Ріг Руслан Сільченко (14-16 років), м. Тернопіль Адріана (17-22 років), с. Кам'яна-Бузька (Львівська обл.)                                                                                       | Ростислав Бабич (м. Київ) Ерік Вайда (м. Київ) Сергій Лазо (м. Тернопіль) Ірина Кітаєва (м. Дніпропетровськ) Юрій Крохін (м. Тернопіль) Наталя Соколовська (м. Кривий Ріг) | |
| VI 2001 8 — 11 листопада    | Кривий Ріг ПК «Металург» | Леся Максак (5-9 років), м. Кривий Ріг Надя Козієнко (10-13 років), м. Кривий Ріг Ірина Корнелюк (14-16 років), м. Луцьк Віталій Єфіменко (17-22 років), м. Бобруйсь (Білорусь)                                                                                             | Ростислав Бабич (м. Київ) Михайло Попелюк (м. Коломия) Ірина Кітаєва (м. Дніпропетровськ) Юрій Крохін (м. Тернопіль) Дмитро Пшеничний (м. Москва) Наталя Соколовська (м. Кривий Ріг) Олег Горський (м. Київ) | Виставка «Світ дитинства» — товари для дітей та родини. Творчій вечір заслуженого артиста України Михайла Попелюка. Започатковано ГО «Співограй» на базі МЦППК. |
| VII 2002 9 — 12 листопада   | Кривий Ріг ПК «Металург» | Рафаель Ахіджанян (5-9 років), м. Кривий Ріг Юля Сіренко (10-13 років), м. Южноукраїнськ Марта Мальська (14-16 років), м. Червоноград Пауліна Дмітренко (17-22 років), м. Харків                                                                                            | Ізабела Лисенко (м. Київ) Вадим Колосок (м. Київ) Олег Горський (м. Київ) Юрій Крохін (м. Тернопіль) Галина Бурляцька (м. Київ) | |
| VIII 2003 27 — 30 листопада | Кривий Ріг Центр дитячої та юнацької творчості Довгинцевського району                                                                      | Тетяна Остапчук (5-9 років), м. Червоноград Софія Павличенко (10-13 років), м. Тернопіль Валентина Лонська (14-16 років), м. Київ Наталя Полєщук (14-16 років), м. Кривий Ріг Діана Токоєва (17-22 років), м. Кривий Ріг                                                    | Лідія Михайленко (м. Київ) Ізабела Лисенко (м. Київ) Юрій Крохін (м. Тернопіль) Марек Крауз (м. Ланьцут, Польща) Дмитро Пшеничний (м. Москва) Наталя Соколовська (м. Кривий Ріг) | |
| IX 2004 25 — 28 листопада   | Кривий Ріг ПК «Саксагань» | Тетяна Щербініна (5-9 років), м. Дімітрів В'ячеслав Марчук (10-13 років), м. Могилів-Подільський Людмила Коваленко (14-16 років), м. Кривий Ріг Мирослава Філіппович (17-22 років), м. Харків Маргарита Халатова (17-22 років), м. Бобруйськ (Білорусь)                     | Лідія Михайленко (м. Київ) Наталя Єфименко (м. Київ) Алла Єфіменко (Бобруйськ, Білорусь) Марина Мальцева (м. Винниця) Олена Магера (м. Зеленодольськ) | |
| X 2005                      | Кривий Ріг | Андрей Подкалюк, м. Горлівка Карина Шереверова, м. Кривий Ріг Катерина Терещенко, м. Біла Церква Віталій Єфименко, м. Бобруйськ, Білорусь | | |
| XI 2006                     | Феодосія | Катерина Охрименко, м. Вільнянськ — Вокальне гран-прі Арт-студія «Дитячий світ», м. Кривий Ріг — Театральне гран-прі | | |
| XII 2007 3 — 8 жовтня       | Феодосія | Студія акторської майстерності «САМ» та зразковий шоу-театр «Імідж», м. Кривий Ріг) — Театральне гран-прі Володимир Гудков, м. Харків — Вокальне гран-прі Вокальна група «Аліса», м. Київ — I місце                                                                         | | Міжнародний фестиваль естрадної пісня та театрального мистецтва                                                                                                 |
| XIII 2008                   | Феодосія | Євген Білозеров, м. Харків — Вокальне гран-прі Вокальна группа «Глорія», м. Кривий Ріг) — I місце «Танго» (Ланцут, Польща) — Краща вистава | | Міжнародний фестиваль |
| XIV 2009                    | Феодосія | Галина Шкода, м. Кишинів (Молдова) — Вокальне гран-прі Зразковий дитячий театр «Білосніжка» — Театральне гран-прі | | |
| XV 2010                     | Феодосія | Диляра Махмудова, м. Сімферопіль — Вокальне гран-прі Театр «Здравствуйте», м. Миколаїв — Театральне гран-прі | | |
| XVI 2011                    | Феодосія | Група «Міленіум», м. Кишинів (Молдова) — Вокальне гран-прі Театр «Сонях», м. Рівне — Театральне гран-прі | Вокал: Лідія Михайленко (м. Київ) Лілія Іванова (м. Харків) Людмила Ложкіна, м. Кишинев Алла Єфіменко (Бобруйськ, Білорусь) Ірма Гвініашвілі, м. Київ-Тбілісі. Хореографія: Віктор Дужич–Миколайчук, м. Луцк; Олександр Надеїн, м. Феодосія Валерій Шевчук, м. Кривий Ріг Олександр Сарнавський, смт. Октябрський (Білорусь) Світлана Баскіна, м. Москва. Театр: Ніна Гусакова, м. Київ, Петро Ільченко, м. Київ Володимир Богатирьов, м. Рівне Світлана Туз, м. Кишинів | |
| XVII 2012                   | Феодосія Будинок офіцерів флоту | Народний художній колектив – студія акторської майстерності «САМ» (м. Кривий Ріг, Україна) — Театральне гран-прі Коваленко Катерина (м. Кривий Ріг, Україна) — Вокальне гран-прі Ансамбль сучасного-класичного танцю «Дивертисмент» (м. Теребовля) — Хореографічне гран-прі | Театр: Ніна Гусакова (м. Київ), Петро Ільченко (м. Київ) Володимир Богатирьов (м. Рівне) Вокал: Лідія Михайленко (м. Київ) Лілія Іванова (м. Харків) Наталія Коваль (м. Новояворівськ) Юлія Кусенко (м. Київ) Хореографія: Віктор Дужич–Миколайчук (м. Луцк); Тетяна Брисіна (м. Кривий Ріг) Олександр Надеїн (м. Феодосія) | |

### Хронологія (новий час)
| Естрадний вокал | Академічний вокал | Театр                                                                                  | Хореографія                                                                                                  | Інструментальна музика |
| 2013: XVIII фестиваль (Феодосія – Будинок офіцерів флоту, 3–6 жовтня)                                                   | 2013: XVIII фестиваль (Феодосія – Будинок офіцерів флоту, 3–6 жовтня)                                                     | 2013: XVIII фестиваль (Феодосія – Будинок офіцерів флоту, 3–6 жовтня)                  | 2013: XVIII фестиваль (Феодосія – Будинок офіцерів флоту, 3–6 жовтня)                                        | 2013: XVIII фестиваль (Феодосія – Будинок офіцерів флоту, 3–6 жовтня)                                                                          |
| --- | --- | -------------------------------------------------------------------------------------- | --- | --- |
| Журі: Лідія Михайленко (м. Київ) Тетяна Ткаченко (м. Харків) Диляра Махмудова (м. Сімферополь)                          | Конкурс не проводився | Журі: Ніна Гусакова (м. Київ) Петро Ільченко (м. Київ) Володимир Богатирьов (м. Рівне) | Журі: Наталія Падас (м. Сімферополь) Олександр Брисін (м. Кривий Ріг) Станіслава Котелянська (м. Кривий Ріг) | Журі: Тетяна Ткаченко (м. Харків) Уляна Петренко Надія Мироводома (м. Севастополь) Руслан Карасанов (м. Сімферополь)                           |
| Гран-прі: Анастасія Кривченкова                                                                                         | Конкурс не проводився | Гран-прі: Зразковий театральний колектив «Асоль», Зразкова театральна студія «Асоль»   | Гран-прі: Народний ансамбль «Мерцишор»                                                                       | Гран-прі: не присуджено |
| 2014: XIX фестиваль (Харків – Кіноконцертна зала «Україна»)                                                             | |                                                                                        | | |
| Журі: Лідія Михайленко (м. Київ) Лілія Іванова (м. Харків) Диляра Махмудова (м. Сімферополь) Євген Білозеров, м. Харків | Журі: Тетяна Ткаченко (м. Харків) Валентина Кузьмичова (м. Харків) Олег Лавренов (м. Харків) Наталія Гребенюк (м. Харків) | Конкурс не проводився                                                                  | Конкурс не проводився                                                                                        | Журі: Олександр Огурцов (м. Харків) Тамара Новичкова (м. Харків) Олена Костенко (м. Харків) Ольга Шевель (м. Харків)                           |
| Гран-прі: Катерина Тютюнник та Олеся Кузьмінова, Народний вокальний ансамбль «Перфоменс» (м. Дергачі)                   | Гран-прі: не присуджено                                                                                                   | Конкурс не проводився                                                                  | Конкурс не проводився                                                                                        | Гран-прі: Каріна Крюкова-Маскей (3 вікова категорія) – Дитяча школа мистецтв № 4 імені М.Д. Леонтовича, відділ духових та ударних інструментів |
| 2015: XX фестиваль (м. Харків)                                                                                          | |                                                                                        | | |
| 2016: XXI фестиваль (м. Харків: Музичне училище ім. Лятошинського, ККЗ «Україна» та БК Поліції, 28–30 жовтня            | |                                                                                        | | |
| 2017: XXII фестиваль (м. Харків)                                                                                        | |                                                                                        | | |
| 2018: XXIII фестиваль (м. Харків, 19-20 жовтня)                                                                         | |                                                                                        | | |
| 2019 | |                                                                                        | | |
| 2020 | |                                                                                        | | |
| 2021 | |                                                                                        | | |
| 2022 | |                                                                                        | | |
| 2023 | |                                                                                        | | |
| 2024: XXIX фестиваль (м. Київ – Концертний зал КНЕУ, 26 жовтня)                                                         | |                                                                                        | | |
| 2025: XXX фестиваль (м. Київ)                                                                                           | |                                                                                        | | |

## Учасники фестивалю
Дантес, Анастасія Пліс, Віталій Гордей, Ірина Журавель, Маріетта Іванова, Маша Шаповалова, Тетяна Кан, Карина Шереверова та інші.
У складі журі за час існування фестивалю були провідні фахівці вокального та театрального мистецтва: Ростислав Бабич, Степан Галябарда, Степан Гіга, Віктор Павлик, Сергій Лазо, Михайло Попелюк (м. Коломия), Петро Ільченко та багато інших.

### Гран-прі
- XII фестиваль[17]
  - Вокальне гран-прі — Володимир Гудков (м. Харків, Україна)[2]
  - Театральне гран-прі — Зразковий шоу-театр «Імідж» та Зразкова студія акторської майстерності «САМ» (м. Кривий Ріг, Україна) — вистава «Крила»
- XIII фестиваль — Євген Білозеров (м. Харків, Україна) — пісня «Актор театру»[4]
- XIV фестиваль — Галина Шкода (Молдова)[1]
- Віталій Єфіменко (Білорусь)[2]
- 2012 — Катя Коваленко (м. Кривий Ріг, Україна)[2][18]

### Подальша доля учасників
З числа учасників та переможців фестивалів різних років, з часом сформувалися профісійні виконавці. Володар вокального гран-прі Володимир Гудков 2008-го року став переможцем проєкту «Фабрика зірок — 2», та під сценічним псевдонімом «Володимир Дантес» реалізує власну кар'єру співака та телеведучого. Переможець з Білорусі Віталій Єфіменко 2008-го року взяв Першу премію Міжнародного фестивалю мистецтв «Слов'янський базар у Вітебську». Альона Ланська стала заслуженою артисткою Республіки Білорусь, та представляла Білорусь на пісенному конкурсі «Євробачення 2013». Вокальне гран-прі XIII «Співограя» Євген Білозеров став учасником «Фабрика зірок — 4». Маша Шаповалова (Гойя) — учасниці гурту «SMS» та учаниця «Фабрики зірок — 4». Гран-прі фестивалю Михайло Хома — фронтмен та засновник гурту «DZIDZIO», Заслужений артист України (2020). Дипломант фестивалю «Співограй 2003» Іван Пилипець 2004-го року став переможцем шоу «Караоке на майдані», згодом півфіналістом 5-го сезону шоу «Голос країни», а 2018-го року отримав почесне звання Заслужений артист України.

## Дискографія
За роки існування фестивалю, вийшли п'ять магнітоальбомів кращих пісень фестивалю.
| 1998 «Співограй – друзям» (касета 1) | 1998 «Співограй – друзям» (касета 1) | 1998 «Співограй – друзям» (касета 1)                                           | 1998 «Співограй – друзям» (касета 1) |
| #                                    | Назва                                | Виконавець                                                                     | Тривалість                           |
| ------------------------------------ | ------------------------------------ | ------------------------------------------------------------------------------ | ------------------------------------ |
| 1.                                   | «Зустрічайте Співограя»              | Виконують всі учасники фестивалю                                               |                                      |
| 2.                                   | «Назавжди»                           | Ляля Ковальова                                                                 |                                      |
| 3.                                   | «Чайка»                              | Ольга Краснопольська                                                           |                                      |
| 4.                                   | «Афіни, Київ, Істамбул»              | Віктор Павлік                                                                  |                                      |
| 5.                                   | «Я – мрія»                           | Марина Гостра                                                                  |                                      |
| 6.                                   | «Вінок»                              | Лілія Остапенко                                                                |                                      |
| 7.                                   | «Гармония любви»                     | Сергій Паригін                                                                 |                                      |
| 8.                                   | «Піратська піня»                     | Емін Алієв                                                                     |                                      |
| 9.                                   | «Друзі мої»                          | Віктор Грибик                                                                  |                                      |
| 10.                                  | «Агент 007»                          | Катя Гончаренко                                                                |                                      |
| 11.                                  | «Я играю джаз»                       | Аня Степанова                                                                  |                                      |
| 12.                                  | «Наталі»                             | Степан Гіга                                                                    |                                      |
| 13.                                  | «Дай руку»                           | Інна Шустваль                                                                  |                                      |
| 14.                                  | «До нових зустрічей»                 | Студія естрадної пісні Житомирського міського центру творчості дітей та молоді |                                      |
| ...                                  |                                      |                                                                                |                                      |

| 1999 «Співограй – друзям» (касета 2) | 1999 «Співограй – друзям» (касета 2) | 1999 «Співограй – друзям» (касета 2)         | 1999 «Співограй – друзям» (касета 2) |
| #                                    | Назва                                | Виконавець                                   | Тривалість                           |
| ------------------------------------ | ------------------------------------ | -------------------------------------------- | ------------------------------------ |
| 1.                                   | «Співограй»                          | Ляля Ковальова, Марина Гостра, О. Невельська |                                      |
| 2.                                   | «Музыкальная семья»                  | Юлія Чіпак                                   |                                      |
| 3.                                   | «Красуня-Хмара»                      | Марина Гостра                                |                                      |
| 4.                                   | «Матінко»                            | Каріна Рубан                                 |                                      |
| 5.                                   | «Чарлі»                              | Емін Аліев                                   |                                      |
| 6.                                   | «В Борисполі»                        | Сергій Лазо                                  |                                      |
| 7.                                   | «Лети мій птах»                      | Ольга Чорна                                  |                                      |
| 8.                                   | «Тобі вклонюся, доленька моя»        | Віктор Грибик                                |                                      |
| 9.                                   | «Нічне моє місто»                    | Катя Гончаренко                              |                                      |
| 10.                                  | «Рікі-Тікі-Таві»                     | Стелла                                       |                                      |
| 11.                                  | «Червона калина»                     | Світлана Бояркевич                           |                                      |
| 12.                                  | «Не моя вина»                        | Ляля Ковальова                               |                                      |
| 13.                                  | «Джельсоміно»                        | Тарасян Андроник                             |                                      |
| 14.                                  | «Казковий дощ»                       | Марина Газирова                              |                                      |
| 15.                                  | «Перше кохання»                      | Юлія Доля                                    |                                      |
| 16.                                  | «Не втрачай Україну»                 | Марина Гостра                                |                                      |
| ...                                  |                                      |                                              |                                      |

| 2000 «Співограй ювілейний – друзям» (касета 3) | 2000 «Співограй ювілейний – друзям» (касета 3) | 2000 «Співограй ювілейний – друзям» (касета 3)       | 2000 «Співограй ювілейний – друзям» (касета 3) |
| #                                              | Назва                                          | Виконавець                                           | Тривалість                                     |
| ---------------------------------------------- | ---------------------------------------------- | ---------------------------------------------------- | ---------------------------------------------- |
| 1.                                             | «Гімн фестивалю Співограй»                     | Ляля Ковальова, Марина Гостра                        |                                                |
| 2.                                             | «Ботинки для сороконожки»                      | Саша Капшукова                                       |                                                |
| 3.                                             | «Барышня и хулиган»                            | Емін Алієв та Надя Крижимінська                      |                                                |
| 4.                                             | «Тетяна–кореянка»                              | Татяна Кан                                           |                                                |
| 5.                                             | «Капітан»                                      | Р. Сільченко                                         |                                                |
| 6.                                             | «День без журби»                               | Катя Гончаренко                                      |                                                |
| 7.                                             | «Симфония моря»                                | Наташа Полищук                                       |                                                |
| 8.                                             | «Дельфін»                                      | Катя Коваленко                                       |                                                |
| 9.                                             | «Блакитноокий Дон Жуан»                        | Ольга Чорна                                          |                                                |
| 10.                                            | «Малинове варення»                             | Левко Дурко                                          |                                                |
| 11.                                            | «Павутиння зради»                              | Н. Бурмас                                            |                                                |
| 12.                                            | «Роксолана»                                    | Тетяна Піскарьова                                    |                                                |
| 13.                                            | «Окремий випадок»                              | Каріна                                               |                                                |
| 14.                                            | «Домой»                                        | Сергій Лазо                                          |                                                |
| 15.                                            | «Романс»                                       | О. Гуліна                                            |                                                |
| 16.                                            | «Осінь–блюз»                                   | Віталій Голубєв                                      |                                                |
| 17.                                            | «Прощальна»                                    | Ольга Чорна, Каріна, Саша Капшукова, Наталья Поліщук |                                                |
| 18.                                            | «Дівчинка Іринка»                              | І. Шевчук                                            |                                                |
| 19.                                            | «Музика сопілки»                               | Юлія та Максим Шпинди                                |                                                |
| ...                                            |                                                |                                                      |                                                |

| 2000 «Співограй – друзям» (касета 4) | 2000 «Співограй – друзям» (касета 4) | 2000 «Співограй – друзям» (касета 4)           | 2000 «Співограй – друзям» (касета 4) |
| #                                    | Назва                                | Виконавець                                     | Тривалість                           |
| ------------------------------------ | ------------------------------------ | ---------------------------------------------- | ------------------------------------ |
| 1.                                   | «Миллионер»                          | Максим Герасименко                             |                                      |
| 2.                                   | «Прощавай»                           | Євгенія Дубова                                 |                                      |
| 3.                                   | «Панночка в білому»                  | Інна Шусталь                                   |                                      |
| 4.                                   | «Ой, казала мені мати»               | Ірина Корнелюк                                 |                                      |
| 5.                                   | «Мелодія весни»                      | Артем Солоник                                  |                                      |
| 6.                                   | «Ти – любов моя»                     | Антоніна Скрильник                             |                                      |
| 7.                                   | «Лицар з акордеоном»                 | Наталья Поліщук                                |                                      |
| 8.                                   | «Дівчина»                            | Тимур Усманов                                  |                                      |
| 9.                                   | «Чому?»                              | Юля Галапуп                                    |                                      |
| 10.                                  | «Баллада о звезде»                   | Віталій Голубєв                                |                                      |
| 11.                                  | «Я музикою живу»                     | Катя Коваленко                                 |                                      |
| 12.                                  | «Футболисты»                         | Аня Коваленко                                  |                                      |
| 13.                                  | «Земле моя»                          | Ірина Янковська                                |                                      |
| 14.                                  | «9 класс»                            | Татяна Кан                                     |                                      |
| 15.                                  | «Манари»                             | Рафаель Ахіджанян                              |                                      |
| 16.                                  | «Дві матусі»                         | Саша Капшукова                                 |                                      |
| 17.                                  | «Била мене мати»                     | Надя Козієнко                                  |                                      |
| 18.                                  | «Танец кенгуру»                      | Дует «Топ-Топ» (Надя Крижимінська, Емін Алієв) |                                      |
| 19.                                  | «Прощальная»                         |                                                |                                      |
| ...                                  |                                      |                                                |                                      |

| 2002 «Співограй» (касета 5) | 2002 «Співограй» (касета 5) | 2002 «Співограй» (касета 5)                          | 2002 «Співограй» (касета 5) |
| #                           | Назва                       | Виконавець                                           | Тривалість                  |
| --------------------------- | --------------------------- | ---------------------------------------------------- | --------------------------- |
| 1.                          | «Веселкова співограндія»    |                                                      |                             |
| 2.                          | «Заводная»                  | Катя Пащенко                                         |                             |
| 3.                          | «Артист»                    | Рафаель Ахіджанян                                    |                             |
| 4.                          | «Ангел»                     | Катя Коваленко                                       |                             |
| 5.                          | «Модница»                   | Леся Головченко                                      |                             |
| 6.                          | «Еще вчера»                 | Татяна Кан                                           |                             |
| 7.                          | «Фредди»                    | Юля Сиренко                                          |                             |
| 8.                          | «Паганини»                  | Артем Калашников                                     |                             |
| 9.                          | «Любовь»                    | Марина Шаповалова                                    |                             |
| 10.                         | «Love»                      | Ірина Журавель                                       |                             |
| 11.                         | «Сніжна королева»           | Ірина Крестина                                       |                             |
| 12.                         | «Зоряний блюз»              | Пауліна Дмитренко                                    |                             |
| 13.                         | «Долина роз»                | Артем Солоник                                        |                             |
| 14.                         | «Цей день»                  | Ірина Мирошиченко                                    |                             |
| 15.                         | «Без тебя»                  | Тимур Усманов                                        |                             |
| 16.                         | «Звідки ця печаль»          | Марта Мальская                                       |                             |
| 17.                         | «Нехай»                     | Хорал «Тон-Арт» (ГДД ЮТ «Горицвіт», Елена Риндина)   |                             |
| 18.                         | «Прощальная»                | Ольга Черная, Кармна, Саша Капшукова, Наташа Полищук |                             |
| ...                         |                             |                                                      |                             |

| 2003 «Співограй. Наталка Яцків «Два обличчя» | 2003 «Співограй. Наталка Яцків «Два обличчя» | 2003 «Співограй. Наталка Яцків «Два обличчя» |
| #                                            | Назва                                        | Тривалість                                   |
| -------------------------------------------- | -------------------------------------------- | -------------------------------------------- |
| 1.                                           | «Два обличчя»                                |                                              |
| 2.                                           | «Леді в чорному»                             |                                              |
| 3.                                           | «Перхенс»                                    |                                              |
| 4.                                           | «Исповедь»                                   |                                              |
| 5.                                           | «В океані сліз моїх»                         |                                              |
| 6.                                           | «Дощ»                                        |                                              |
| 7.                                           | «Мальви»                                     |                                              |
| 8.                                           | «Але про це не треба говорити»               |                                              |
| 9.                                           | «Згадай»                                     |                                              |
| 10.                                          | «Ти і я»                                     |                                              |
| 11.                                          | «Несе Галя воду»                             |                                              |
| ...                                          |                                              |                                              |

| 2005 «Співограй. 10 років» (диск) | 2005 «Співограй. 10 років» (диск) | 2005 «Співограй. 10 років» (диск)   | 2005 «Співограй. 10 років» (диск) |
| #                                 | Назва                             | Виконавець                          | Тривалість                        |
| --------------------------------- | --------------------------------- | ----------------------------------- | --------------------------------- |
| 1.                                | «Україна»                         | Театр естрадної пісні «Глорія»      |                                   |
| 2.                                | «Гімн різдву»                     | Ольга Чорна                         |                                   |
| 3.                                | «Колыбельная»                     | Аня Коваленко                       |                                   |
| 4.                                | «Веселкова»                       | Театр естрадної пісні «Глорія»      |                                   |
| 5.                                | «Любимый мой»                     | Катя Коваленко                      |                                   |
| 6.                                | «Аве марія»                       | Аліна Полєвая                       |                                   |
| 7.                                | «Різдвяна ніч»                    | Театр естрадної пісні «Глорія»      |                                   |
| 8.                                | «Прощавай»                        | Євгенія Дубовая                     |                                   |
| 9.                                | «Не забуду»                       | Андріана                            |                                   |
| 10.                               | «Не така»                         | Людмила Коваленко                   |                                   |
| 11.                               | «Поверни мені літо»               | Тетяна Кан                          |                                   |
| 12.                               | «Знов без тебе»                   | Ірина Журавель                      |                                   |
| 13.                               | «Я поїду до Голівуду»             | Максим Герасименко                  |                                   |
| 14.                               | «Тільки любов»                    | Олександра Капшукова, Леся Тесленко |                                   |
| 15.                               | «Літо – Зима»                     | Таня Остапчук                       |                                   |
| 16.                               | «Дівчина з синіми очима»          | Тимур Усманов                       |                                   |
| 17.                               | «Птица»                           | Віталій Єфименко                    |                                   |
| 18.                               | «Театр»                           | Мирослава Філіпович                 |                                   |
| 19.                               | «Гімн фестивалю»                  | Переможці фестивалю                 |                                   |
| ...                               |                                   |                                     |                                   |